# بيل إروين
بيل إروين (بالإنجليزية: Bill Irwin) (23 يوليو 1951 في المملكة المتحدة - ) هو مدرب كرة قدم ولاعب كرة قدم بريطاني في مركز حراسة المرمى. لعب مع كارديف سيتي وسان خوزيه إيرث كويكس وبورتلاند تيمبرز ودالاس تورنايدو وواشنطن ديبلومتس وMinnesota Strikers ‏ ونادي بانغور وويتشاتا وينغز ‏.

## وصلات خارجية
- بيل إروين على موقع قاعدة بيانات كرة القدم.إي يو (الإنجليزية)